# Résidence universitaire Launay-Violette

La résidence universitaire Launay-Violette est un ensemble de logements étudiants en France, située à Nantes, dans le quartier Nantes Nord non loin du stadium métropolitain Pierre-Quinon et la plus ancienne résidence universitaire de la région nantaise, qui a joué un rôle important lors de la contestation des réglements administratifs pendant les événements de Mai 68. La résidence complétait alors le dispositif de l'Université de Nantes, une université française créée sous sa forme actuelle en 1961, implantée en Loire-Atlantique et en Vendée, et dont les principaux campus sont situés à Nantes Métropole.
La résidence universitaire Launay-Violette comprenait en 2019 un total de 275 logements, associant à la fois des studettes de 14 mètres carrés, des studios de 18 mètres carrés et des chambres de 9 mètres carrés, au sein d'une offre de logements universitaires qui doit s'aggrandir à l'horizon 2022.

## Histoire
Dans les cités universitaires nantaises, à la fin des années 1960, l'administration n'autorise le libre accès qu'aux locaux communs comme les foyers et les bibliothèques : les étudiants n'ont pas le droit de se rendre dans les chambres de garçons ni même ceux-ci dans les chambres des filles, l'administration universitaire se considérant comme responsable des étudiants mineurs, c'est-à-dire tous ceux qui ont moins de 21 ans.
Lors de Mai 68 à Nantes, les occupations des résidences universitaires commencent dès le début de 1967 puis reprennent en décembre et se soldent par l’intervention de la police lors d’une assemblée générale des résidents. Le 23 décembre 1967 , une centaine d'étudiantes envahissent Launay- Violette, alors strictement réservée aux garçons, pour y rester jusqu'au petit matin. A la fin du mois, les actions pour la mixité des résidences ont causé l'arrestation de Juvénal Quillet, le 19 décembre, juste après avoir élu président de l'Association des résidents des cités universitaires de Nantes ,. Dès le début janvier l'AGEN-UNEF, l'UNEF locale, adopte une nouvelle plate-forme intitulée ironiquement «Contribution à l’élaboration d’une ligne syndicale minoritaire ».
Les occupations de résidences obtenant un large soutien local (CGT, CFDT, FO), il est décidé qu'une centaine de nantaises envahiront à nouveau le 23 janvier la Résidence universitaireLaunay-Violette.
Le cas des actions et sanctions dans cette résidence est évoqué en avril 1968 par Georges Cogniot, sénateur de la Seine de 1959 à 1977 et orateur Groupe communiste comme un symbole des restrictions archaïques en brandissant de « les incidents de la
cité universitaire Launay-Violette à Nantes et beaucoup de faits du
même genre » pour interpeller le ministre de l'éducation
nationale Alain Peyrefitte et le mettre en difficulté.
Dans les années 2010, la résidence a conservé un recrutement assez populaire, selon un reportage effectué à Nantes dans la première banque alimentaire créée au profit des étudiants les plus modestes. L'article évoque « des dizaines d’étudiants (qui) font la queue derrière la cité universitaire Launay-Violette » afin de bénéficier d'une distribution de fruits, légumes, laitages, conserves, plats surgelés, et viande au profit des plus modestes, organisée par l'Association pour la solidarité étudiante en France (Asef).
Devenue une institution régionale, présentée comme la plus ancienne résidence universitaire de la région, la résidence fait l'objet d'un reportage de France 3 Pays de la Loire, un demi-siècle après les événements de Mai 68, permettant d'illustrer le fait qu'à Nantes, 8% des 57 000 étudiants inscrits dans les universités sont logés dans les cités et résidences universitaires, principalement des boursiers.
L'offre de logements en résidence universitaire dans la région de Nantes doit être alors élargie par 240 lits supplémentaires.